# Čerepanovskij rajon
Il Čerepanovskij rajon è un rajon (distretto) dell'oblast' di Novosibirsk, nella Russia siberiana sudoccidentale. Il capoluogo è la cittadina di Čerepanovo, mentre altri centri di qualche rilievo urbano sono Dorogino e Posevnaja.